# Ludwig von Hanxleden
Ludwig Karl Friedrich Ernst Hanxleden (* 7. Februar 1821 in Korbach; † 1. April 1891 ebenda) war ein deutscher Jurist und Politiker.

## Leben
Hanxleden war der Sohn des Hofgerichtspräsidenten Wilhelm von Hanxleden und dessen Ehefrau Luise Karoline Johanne Christine, geborene Duncker. Er besuchte das Gymnasium in Korbach und studierte Rechtswissenschaften in Marburg, Tübingen und Heidelberg. 1844 legte er das erste und 1849 das zweite Staatsexamen ab. Danach arbeitete er als Rechtsanwalt. Von 1862 bis 1884 war er Bürgermeister der Stadt Korbach. Von 1869 bis 1879 war er Polizeianwalt und 1879 bis 1883 Amtsanwalt in Korbach.
Er heiratete am 15. Oktober 1852 in Wildungen Agnes Rube aus Arolsen (1828–1872). Das Paar hatte zwei Söhne:
- Wilhelm (1854–1925), war 1898 bis 1903 Bürgermeister der Stadt Korbach, ⚭ 1888 Maria Dicke (1865–1949)
- Ludwig (1863–1901) ⚭ 1899 Meta Hofmann (* 1874)